# Truxton Hare
Thomas Truxton Hare (Filadelfia, 12 ottobre 1878 – Radnor, 2 febbraio 1956) è stato un multiplista, martellista, pesista e discobolo statunitense.
Partecipò ai Giochi olimpici di Parigi 1900 conquistando la medaglia d'argento nel lancio del martello, mentre conquistò un bronzo nell'All around alle Olimpiadi di St. Louis 1904.

## Palmarès
| Anno | Manifestazione  | Sede        | Evento              | Risultato | Prestazione | Note |
| ---- | --------------- | ----------- | ------------------- | --------- | ----------- | ---- |
| 1900 | Giochi olimpici | Parigi      | Getto del peso      | 8º        | 10,92 m     |      |
| 1900 | Giochi olimpici | Parigi      | Lancio del disco    | nm        | nm          |      |
| 1900 | Giochi olimpici | Parigi      | Lancio del martello | Argento   | 46,26 m     |      |
| 1904 | Giochi olimpici | Saint Louis | All around          | Bronzo    | 5813 p.     |      |